# エルポソ・ムルシアFS
エルポソ・ムルシアFS（スペイン語: ElPozo Murcia Fútbol Sala）は、スペイン・ムルシア州ムルシアに拠点を置くフットサルクラブ。プリメーラ・ディビシオン所属。ホームアリーナは7,500人収容のパラシオ・デ・デポルテス。1989年に設立された。エルポソとムルシア・トゥリスティカがスポンサーを務めている。プリメーラ・ディビシオンでは5回、コパ・デ・エスパーニャでは4回、欧州フットサルカップウィナーズカップでは1回（2003-04シーズン）優勝している。

## 歴史
2003-04シーズンの欧州フットサルカップウィナーズカップで優勝した。2004-05シーズンのUEFAフットサルカップでは1次リーグを首位で通過したが、2次リーグではロシアのMFKディナモ・モスクワに次ぐ2位となり、ベスト4だった。2006-07シーズンのUEFAフットサルカップでは1次リーグを首位で通過したが、準決勝ではインテルFSとの同国対決に2-3敗れた。3位決定戦ではベルギーのAction 21 Charleroiに勝利した。2007-08シーズンにはUEFAフットサルカップで決勝に進出したが、PK戦の末にロシアのMFKシナラに敗れて準優勝に終わった。
2018年7月には日本代表の清水和也が加入した。清水和也はBチームに登録されたが、2019年4月にはトップチームデビューを果たしている。

## タイトル
- プリメーラ・ディビシオン: 5
  - 1997–98, 2005–06, 2006–07, 2008–09, 2009–10
- 欧州フットサルカップウィナーズカップ（英語版）: 1
  - 2003–04
- コパ・デ・エスパーニャ: 4
  - 1995, 2003, 2008, 2010
- コパ・デル・レイ: 2
  - 2016, 2017
- スーペルコパ・デ・エスパーニャ（英語版）: 5
  - 1995, 2006, 2009, 2012, 2014
- イベリアン・フットサルカップ: 1
  - 2006–07

## 成績
| シーズン | ランク | ディビジョン | 順位 | その他               |
| -------- | ------ | ------------ | ---- | -------------------- |
| 1989–90  | 1部    | オノール     | 4位  |                      |
| 1990–91  | 1部    | オノール     | 8位  |                      |
| 1991–92  | 1部    | オノール     | 2位  |                      |
| 1992–93  | 1部    | オノール     | 4位  |                      |
| 1993–94  | 1部    | オノール     | 2位  |                      |
| 1994–95  | 1部    | オノール     | 1位  | コパ・デル・レイ優勝 |
| 1995–96  | 1部    | オノール     | 3位  |                      |
| 1996–97  | 1部    | オノール     | 4位  |                      |
| 1997–98  | 1部    | オノール     | 2位  |                      |
| 1998–99  | 1部    | オノール     | 6位  |                      |
| 1999–00  | 1部    | オノール     | 4位  |                      |
| 2000–01  | 1部    | オノール     | 3位  |                      |
| 2001–02  | 1部    | オノール     | 1位  |                      |
| 2002–03  | 1部    | オノール     | 2位  | コパ・デル・レイ優勝 |
| 2003–04  | 1部    | オノール     | 2位  |                      |

| シーズン | ランク | ディビジョン | 順位          | その他               |
| -------- | ------ | ------------ | ------------- | -------------------- |
| 2004–05  | 1部    | オノール     | 1位           |                      |
| 2005–06  | 1部    | オノール     | 1位           |                      |
| 2006–07  | 1部    | オノール     | 3位           |                      |
| 2007–08  | 1部    | オノール     | 1位           | コパ・デル・レイ優勝 |
| 2008–09  | 1部    | オノール     | 1位           |                      |
| 2009–10  | 1部    | オノール     | 1位           | コパ・デル・レイ優勝 |
| 2010–11  | 1部    | オノール     | 2位           |                      |
| 2011–12  | 1部    | プリメーラ   | 1位 / 準優勝  |                      |
| 2012–13  | 1部    | プリメーラ   | 2位 / 準優勝  |                      |
| 2013–14  | 1部    | プリメーラ   | 2位 / 準優勝  |                      |
| 2014–15  | 1部    | プリメーラ   | 3位 / 準優勝  |                      |
| 2015–16  | 1部    | プリメーラ   | 3位 / ベスト8 | コパ・デル・レイ優勝 |
| 2016–17  | 1部    | プリメーラ   | 2位 / ベスト4 |                      |
| 2017–18  | 1部    | プリメーラ   |               |                      |

## 歴代所属選手
- 1994-2005 / パウロ・ロベルト（英語版）
- 2001-2015  キケ（英語版）
- 2003-2011  アルバロ・アパリシオ（英語版）
- 2005-2008  バカーロ（英語版）
- 2005-2010  ウィルデ（英語版）
- 2016-2020  アンドレシート